# André Robèr
André Robèr, né le 21 juillet 1955 à La Plaine-des-Palmistes, sur l'île de La Réunion, est un écrivain, éditeur, poète et peintre français . Il vit à Ille-sur-Têt (Pyrénées-Orientales).
Il s'est notamment distingué par ses poésies, pour la plupart rédigées en créole réunionnais.
Adhérent au groupe John Cage de la Fédération anarchiste, il dirige le lieu d'exposition El taller (13) Treize à Ille sur Tet depuis 2010 et la revue Nuire depuis 2016.

## Biographie
André Robert est né à La Plaine des Palmistes (La Réunion) le 21 juillet 1955. Le milieu familial, très pauvre et déchiré se prête mal à la réussite scolaire et le jeune André, en échec, abandonne très rapidement l’école. En 1971, il intègre l’école de EER (Eau Électricité de la Réunion) de la ville du Port et obtient un CAP d’électricien d'équipement en 1974.
La politique migratoire mise en place par Michel Debré au travers du BUMIDOM contraint André Robert, comme des milliers d’autres jeunes Réunionnais, à quitter son île. Reçu au concours d'entrée aux écoles d' EDF (Électricité de France), il quitte l'île de la Réunion pour  Soissons en avril 1975.[réf. nécessaire]
Après 18 mois de scolarité à l'école EDF de Soissons, il devient monteur électricien au centre EDF de Versailles. Le travail répétitif l’ennuie. À partir de 1979, il s’investit dans l’animation des centres de vacances au travers du comité d’entreprise d’EDF : la Caisse centrale d'activités sociales (CCAS).[réf. nécessaire]

### Université
Les formations socio-éducatives de la CCAS et les formations politiques du PSU auquel il a adhéré en 1977 l’amènent à démarrer des études universitaires. En 1982, il s’inscrit en arts plastiques à l’université de Paris VIII qui accepte les non-bacheliers. Après un DEUG en 1984 , une licence en 1985, une maitrise sur "Les murs peints en France" en 1986  Il obtient un DEA d’Arts plastiques en 1988 sous la direction d'Elodie Vitale avec comme sujet "Les graffitis dans l'art contemporain" .

### Engagement politique et syndical
Dès son arrivée à l’EDF à Versailles, il milite syndicalement à la Confédération française démocratique du travail. Il quitte la CFDT en 1986 à la suite du changement d’orientation de cette confédération. Après cette expérience il restera éloigné du militantisme syndical, mais adhérera jusqu'à la fin de sa carrière professionnelle à la Confédération générale du travail afin de ne pas rester isolé.[réf. nécessaire]
Son engagement politique au Parti Socialiste Unifié (PSU) est immédiat dès son entrée dans la vie active. Il participe au cours du Centre populaire de formation socialiste (école du PSU), il y apprend l’histoire populaire et celle du mouvement ouvrier et ainsi constitue son assise théorique. À la commission internationale du PSU, il est responsable des DOM et des îles de l’Océan Indien et du Pacifique. À ce titre, il accompagne Huguette Bouchardeau candidate à l’élection présidentielle lors de la campagne électorale de 1981 aux Antilles françaises. Ce voyage par les rencontres avec les responsables des mouvements indépendantistes antillais et la proximité de l’appareil politique le conforte dans l’idée que sa place n’est pas dans un parti de gauche.[réf. nécessaire]
Après mai 1981 il quitte le PSU et adhère à la Fédération anarchiste où il milite toujours. Il y milite comme individuel, puis comme membre des groupes La vache folle, Anartiste, groupe de Marseille, Marius Jacob de Marseille et John Cage.[réf. nécessaire]
Dans son engagement à la Fédération Anarchiste il travaille sur les connexions entre l’art et l’anarchie et essaye de montrer que l’art est un moyen d’émancipation en créant notamment la Revue Art et Anarchie  (ISSN 2260-328X) de 2010 à 2014. Depuis 2010 il organise une biennale internationale de poésie visuelle à El taller Treize à Ille sur Tet. 

### Radio libertaire
En 1985, une fois sa licence d’arts plastiques obtenue, il anime des émissions sur l’actualité des arts plastiques à Radio Libertaire. De 1985 à 1990, il orientera son action à la Radio Libertaire afin de rapprocher les artistes plasticiens de la station anarchiste. Il devient trésorier de Radio Libertaire et organise concerts et expositions de soutien pour financer la station qui ne vivait que grâce aux dons de ses auditeurs. Le point d’orgue de ce travail fut l’organisation d’un colloque sur le thème « Art et Anarchie » en 1991 à l’occasion des dix ans de Radio Libertaire. Les actes de ce colloque feront l’objet d’une coédition Via valériano/La vache folle. En 2001, il organisa pour les 20 ans de Radio libertaire une manifestation autour de la poésie contemporaine aux Instants chavirés à Montreuil (93). Elle donnera lieu à un double CD publié aux éditions K'A. Muté en province, il arrête ses émissions à la fin de l’année 1990. De retour à Paris à la suite d'une promotion, il les reprendra en 2003 et jusqu’à la fin de sa carrière professionnelle en 2009.[réf. nécessaire]
De 1976 à 1990 André Robert travaille comme électricien au Centre EDF de Versailles et habite successivement au Chesnay, à Versailles puis à Guyancourt.[réf. nécessaire]
En 1990, il quitte la région parisienne à la suite d'une mutation et vit d’abord à Aubagne puis à Marseille. Il découvre l’importance de la poésie et des langues au Centre International Poésie de Marseille (CIPM).[réf. nécessaire]
C’est en recevant des peintres et des plasticiens à Radio Libertaire que l’envie de créer lui vient. Beaucoup d’artistes de la mouvance libertaire qu’il reçoit deviennent ses amis. Certains l’encouragent à créer. C’est donc avec l’appui théorique reçu à l'université de Paris VIII et sur la base de ses rencontres artistiques qu’il commence à créer.[réf. nécessaire]
Il fait ses premières œuvres avec des matériaux de récupération : portes de coffrets électriques, restes de résine des chantiers, planches... La terre, l’ocre naturel ainsi que le papier mâché lui serviront de matériaux de base. Au fil des années sa technique évolue et il faudra dix ans de pratiques pour qu’il utilise des peintures acryliques ou des huiles.[réf. nécessaire]
L’arrivée à Marseille lui permettra d’exposer ses œuvres dans des lieux alternatifs et des festivals. Au cours de sa résidence d’artiste aux ateliers municipaux de Marseille en 1995, il change l’orthographe de son patronyme de Robert en Robèr par une créolisation.[réf. nécessaire]
En 1995 il organise une soirée de poésie réunionnaise au CIPM de Marseille où il invite des artistes réunionnais : Anny Grondin, Patrice Treuthardt, Gilbert Pounia et Carpanin Marimoutou. À cette occasion Carpanin Marimoutou découvre sa peinture et va par la suite présenter son travail à l'île de La Réunion. Il écrit la préface d’un premier catalogue qui accompagne, en 1996, une exposition à l’Artothèque de La Réunion.   
En 1998 à l’occasion du cent cinquantième anniversaire de l’abolition de l’esclavage à la Réunion, il est co-commissaire de l’exposition de mail art « Aboli pas aboli l’esclavage ». Cette exposition voyagera de La Réunion à Milan, Nice, Ventabren.[réf. nécessaire]
Il sera aussi le commissaire de l’exposition « Tendres et naïfs brutaux » en 1998 au VAC de Ventabren.  

### L’écriture
C’est sous la forme poétique qu’il commence à écrire en 2000. Jusqu’en 2015, il mélange le créole réunionnais et le français dans ses écrits.
En 1999, il publie Lékritir lot koté la mèr, une coédition des éditions K'A et des éditions Grand Océan. Ce recueil de poésie pose les éléments des futurs ouvrages d’André Robèr, comme une trame des futurs écrits.
En 2002, paraît Carnets de retour au pays natal, premier acte d’une trilogie sur l’immigration. La préface de ces carnets est faite par Julien Blaine (Capretto). Comme le laisse apparaître le titre, ce sont des morceaux de carnets sélectionnés qui sont mis en espace dans une écriture pleine de révolte. 
Un ours sous les tropiques, deuxième volet sur l’immigration parait en 2008, ce titre humoristique est en décalage avec le contenu. La forme est plus dense, plus élaborée, plus riche que dans le premier volet du triptyque. André Robèr s’amuse du contenu et de la forme. Il s’amuse de lui-même avec des anecdotes sur ses chaussures et d’autres objets de l’exil. Cet ouvrage se termine par un texte destiné à un blanc dont nous ne saurons pas le nom mais où tant de gens peuvent se reconnaître. Cet ouvrage marque un tournant dans son écriture.
En 2010 c’est le troisième volet de la trilogie qui paraît. D’île en Ille met un point final à la revendication de l’origine dans l’écriture. Carpanin Marimoutou écrit la préface (Robèr est un K). André Robèr met ici en espace des éléments indispensables de la culture réunionnaise : un recensement d’insultes, des recettes de tisanes. Il montre comment le hasard le mène en Catalogne nord dans un village qui a été une île.
En 2015 c’est la publication du premier recueil écrit uniquement en français, Tel un requin dans les mers chaudes. Pour la première fois, il ne pose aucun discours sur l’immigration. 

### L’édition
L’aventure d’André Robèr dans l’édition commence par la participation à la création de la revue du groupe La Vache folle de la Fédération anarchiste, Les cahiers de la vache folle en 1991 et des éditions de ce groupe. Ensuite, de mars 1994 à mars 2003, il anime seul une revue qui ressemble à un fanzine : 21 numéros  de Kyé paraissent. En 2003, il se lance dans une aventure collective avec la revue Anartiste. Elle s’arrêtera en 2009 avec le numéro 14. 
Nostalgique du colloque qu’il a organisé en 1991 Art et Anarchie, il crée une revue annuelle Art & Anarchie. Celle-ci vivra 5 ans, 5 numéros d’analyses et de vagabondages sur ces thèmes. 
André Robèr fonde les éditions K'A en 1995 pour la publication d’un CD du chanteur français Louis Arti. Puis les éditions sommeillent avant de commencer un travail de fond sur la culture réunionnaise. En 1999, c’est l’envol des éditions K’A. Il lance une collection de CD sur la poésie réunionnaise, pour la faire écouter. Ce sont 14 CD qui seront publiés en 15 ans. Cette collection, « Poèt Larénion », recense le patrimoine poétique de la Réunion pour que cette poésie, en créole ou en français, se diffuse au-delà de l’île natale.
L’édition de ces disques s’élargit par la suite vers la poésie contemporaine européenne : y seront publiés le poète Julien Blaine et le double album de poésie des 20 ans de Radio libertaire. Puis les livres arrivent par la nécessité de donner à lire au public les œuvres en créole réunionnais. L’activité se diversifie avec de nouvelles collections (romans, études…). André Robèr présente les Éditions K’A lors de nombreux salons du livre ou de poésie en France.
En 2018 il transforme la collection Paraules des éditions K'A en une nouvelle maison d'édition celle-ci est ancrée en Catalogne nord autour du festival L'lla dels poetes . Les éditions Paraules publient en catalan, français et occitan.
Pour célébrer les 20 ans des éditions K'A, un kabar est programmé en octobre 2019 lors de la Semaine créole, au CDOI à La Réunion : Lantouraz pintad Kabar K'A, un hommage des fonnkézèrs réunionnais.

### El taller (13) Treize
Véritable passeur, André Robèr transforme son atelier en galerie de mars à septembre afin d’exposer les artistes et les genres qu’il aime. Il a conçu son atelier El taller (13) Treize comme un lieu ouvert où lectures de poésie, rencontres d’avant-garde et présentations du travail d’artistes se succèdent. 
Les poètes et écrivains Julien Blaine, Olivier Garcin, Didier Manyach, Jean-Luc Raharimanana, Louis Arti, Vincent Calvet y ont présenté leurs créations.
Les artistes Julien Blaine, Ma Desheng, Claude Massé, Gilles Olry, Laurent Zunino, Valérie Ténèze et Marie Jakobowicz y ont exposé.
Passionné par les écritures d'avant-garde, il organise avec des partenariats externes une biennale internationale de mail art – les années paires – et une biennale internationale de poésie visuelle – les années impaires –, dans son atelier-galerie.
Il lance en 2019 le festival L’Illa dels poetes à l'occasion du Printemps des poètes, qui réunit 25 poètes de différentes origines.

## Œuvre

### Fonnkèrs
- Lékritir lot koté la mèr, Éditions K'A, Marseille, 1998  (ISBN 2-910791-04-1).
- Carnets de retour au pays natal, Éditions K'A, Marseille, 2002  (ISBN 2-910-791-14-9).
- Astèr la pokor talèr, Éditions K'A, Ille-sur-Têt, 2006  (ISBN 2-910791-40-8).
- Un ours sous les tropiques, Éditions K'A, Ille-sur-Têt, 2008  (ISBN 2-910791-57-2).
- D'île en Ille, Éditions K'A, Ille-sur-Têt, 2010  (ISBN 978-2-910791-81-0).
- Mon Sintexpédit, Éditions K'A, Ille-sur-Têt, 2013  (ISBN 979-1091435-02-4).
- Tel un requin dans les mers chaudes, Éditions K'A, Ille-sur-Têt, 2015  (ISBN 979-10-91435-18-5)
- An grinn (Mi di), Éditions K'A, Ille-sur-Têt, 2015  (ISBN 979-10-91435-25-3)
- Le caïman n'aime pas le froid, Éditions K'A, Ille-sur-Têt, 2016  (ISBN 979-10-91435-46-8)  (ISSN 2272-2998)
- Œuvres sur l'immigration (2002-2016)  suivi de A.R. de Carpanin Marimoutou, Editions K'A, 2019  (ISBN 978-2-491160-02-9)
- Juste un mauvais moment Éditions Paraules, Ille-sur-Têt, 2019
- Les chantiers de l'hiver suivi de Le pianiste s'appelle Jean Paul : nouvelle, Éditions Paraules, Ille-sur-Têt, 2020  (ISBN 978-2-85089-014-7)
- Juste un mauvais moment Éditions Paraules, Ille-sur-Têt, 2020  (ISBN 978-2-85089-017-8)
- Jamais le désir ne sera aboli Éditions Paraules, Ille-sur-Têt, 2021
- Il nous reste si peu de temps Éditions Paraules, Ille-sur-Têt, 2023

### Fonnkèrs pou lo zié
- Akoz in sinmil i sa pa siprim lo azar, Éditions K'A, Ille-sur-Têt, 2009 –  (ISBN 2-910791-50-5).
- Ala inn, ala dé, ala mon la dé inn, Éditions K'A, Ille-sur-Têt, 2009 –  (ISBN 2-910791-56-4).
- Profit ou lé dobout, Éditions K'A, Ille-sur-Têt, 2009 –  (ISBN 2-910791-60-2).
- André Robèr Fonnkèr pou lo zié 2011-2014, Éditions K'A, Ille-sur-Têt, 2015  (ISBN 979-10-91435-23-9).
- André Robèr Fonnkèr pou lo zié 2015, Éditions K'A, Ille-sur-Têt, 2015  (ISBN 979-10-91435-33 8).
- Zékli zékla Fonnkèr pou lo zié 2016/2017, Éditions K'A, Ille-sur-Têt, 2017  (ISBN 979-10-91435-58-1)
- Zekli zékla Fonnkèr pou lo zié 2020, Éditions Paraules, Ille-sur-Têt, 2021
- Mi di minm, 2021, Éditions Paraules, Ille-sur-Têt, 2021

### Enregistrements audio
- Le Grand os no 1, CD audio inclus Édith Azam/André Robèr
- Tout domoune isi lé kréol, CD audio, André Robèr, collection Poèt Larénion no 14, DCC28 Improvisations musicales Cathy Heyden

### Catalogues peintures, dessins
- Robèr, Éditions K'A, Marseille, 1999 –  (ISBN 2-910791-06-8).
- Vativien, Éditions K'A, Ille-sur-Têt, 2010 –  (ISBN 978-2-910791-77-3).
- André Robèr peintures, dessins 2000-2011, Éditions K'A, Ille-sur-Têt, 2011 –  (ISBN 978-2-910791-88-9).
- Le blanc du haut, texte Henri Sageloli, Éditions Paraules, Ille-sur-Têt, 2018
- André Robèr, textes Didier Manyach, Francesca Caruana, Julien Blaine, Éditions Paraules, Ille-sur-Têt, 2023

### Livres d'artistes
- 55 urnes pour la liberté Catalogue de l'exposition en soutien aux prisonniers politique catalans 2018  (ISBN 9782956427605)
- André Robèr, texte André Jolivet, peintures Le monde des îles, Éditions Voltije, 2013
- Le cerf évite de peu une collision, André Robèr, texte Claude Massé collages Éditions K'A, 2014
- Surement André Robèr, texte Gilles Olry, dessins, Éditions K'A, 2014
- La semence des racines, Didier Manyach, texte ; André Robèr, dessins, Éditions K'A, 2014
- L'âne essaye de jouer au football, André Robèr, texte et dessins, 2015
- Cible, André Robèr, dessins ; Julien Blaine, poèmes concrets, Éditions K'A, 2016
- Dit du vampire, André Robèr, dessins ; Vincent Calvet, textes, Éditions K'A, tirages 10 exemplaires, 2017
- Le dernier cri, André Robèr, illustration ; Olivier Savoyat, textes, Atelier des 13 Vents, 2023[11]